# معصومه محمدیان
معصومه محمدیان (زاده ۱۰ خرداد ۱۳۶۶ در تهران) تکواندوکار و مربی تکواندو ایرانی است. او که دارای گواهینامه مربیگری بین‌المللی از فدراسیون جهانی تکواندو است، گواهینامه کوکیوون ۵ را هم از فدراسیون جهانی دریافت کرده و دارای کمربند سیاه دان۵ است. محمدیان از سال ۱۳۸۱ فعالیت خود را در رشته تکواندو آغاز کرده و بعد از کسب تجربه در مسابقات استانی و کشوری، با دریافت کمربند مشکی فعالیت خود در عرصه مربیگری را آغاز کرده‌است.
محمدیان در سال ۲۰۱۶ به عنوان مربی تیم ملی تکواندو زنان ایران برای حضور در مسابقات جهانی انتخاب شد. او بعد از گذراندن دوره‌ای پرفرازونشیب در تیم ملی تکواندو ایران، در سال ۲۰۲۲ به کشور کانادا مهاجرت کرد و در حال حاضر در باشگاه فارست هیل تورنتو کار خود را می‌دهد.
وی در دوران فعالیت خود به عنوان مربی سابقه کسب عنوان بهترین مربی جهان را در سال ۲۰۲۲ در کارنامه خود دارد و همچنین تجربه قهرمانی در رقابت‌های آسیایی و جهانی را همراه تیم ملی تکواندو ایران به عنوان مربی به‌دست آورده‌است.

## عملکرد مربیگری
- مربی و داور رسمی تکواندو زنان ایران ۱۴۰۱[۶]
- کسب عنوان مربی فعال و موفق در لیگ‌های کشوری ایران
- دریافت عنوان بهترین داور مسابقات قهرمانی کشور

## افتخارات
- قهرمانی همراه تیم نوجوانان تکواندو زنان ایران در مسابقات تکواندو قهرمانی جهان در سال ۲۰۱۶ به میزبانی کانادا (به عنوان مربی) - برای اولین‌بار در تاریخ تکواندو ایران[۷]
- قهرمانی همراه تیم نوجوانان تکواندو زنان ایران مسابقات تکواندو قهرمانی آسیا در سال ۲۰۱۷ به میزبانی قزاقستان (به عنوان مربی) - برای اولین‌بار در تاریخ تکواندو ایران
- مقام سوم همراه تیم نونهالان تکواندو زنان ایران در مسابقات تکواندو قهرمانی جهان در سال ۲۰۱۷ به میزبانی مصر (به عنوان مربی)[۸]
- قهرمانی همراه تیم نوجوانان تکواندو زنان ایران در مسابقات قهرمانی آسیا در سال ۲۰۱۹ به میزبانی اردن (به عنوان مربی)[۹][۱۰][۱۱][۱۲]
- قهرمانی همراه تیم نونهالان تکواندو زنان ایران در مسابقات تکواندو قهرمانی جهان در سال ۲۰۲۲ به میزبانی بلغارستان (به عنوان مربی)[۱۳][۱۴][۱۵]
- کسب عنوان بهترین مربی جهان در سال ۲۰۲۲[۱۶][۱۷][۱۸][۱۹]